# Dasineura cereocarpi
Dasineura cereocarpi är en tvåvingeart som först beskrevs av Ephraim Porter Felt 1913.  Dasineura cereocarpi ingår i släktet Dasineura och familjen gallmyggor.
Artens utbredningsområde är Colorado. Inga underarter finns listade i Catalogue of Life.